# Paracheilinus dispilus
Paracheilinus dispilus is een straalvinnige vissensoort uit de familie van lipvissen (Labridae). De wetenschappelijke naam van de soort werd voor het eerst geldig gepubliceerd in 1999 door John Ernest Randall.